# FK Rudar Prijedor
FK Rudar (Servisch: ФК Рудар Приједор) is een Servisch-Bosnische voetbalclub uit Prijedor.
De club werd opgericht in 1928 door mijnwerkers. De club speelde sinds de onafhankelijkheid in de Prva Liga van de Servische Republiek. In 2009 speelde de club voor het eerst in de Premijer Liga. Na vijf seizoenen degradeerde de club. In 2015 konden ze terugkeren en werden veertiende op zestien clubs. Door een competitiehervorming degradeerden er zes clubs waaronder Rudar. 

## Erelijst
- Eerste Divisie Republika Srpska

2009